# Orde van de Matigheid
Op 14 december 1600 hebben Landgraaf Maurits van Hessen-Kassel, Keurvort Frederik van de Palts en andere vorsten, graven en heren in Mainz een Orde van de Matigheid (Duits: "Orden der Mäßigkeit" of "Temperanzorden") ingesteld. Zij waren vervuld van het voornemen minder te vloeken en te drinken. Geen van de Ridders zou nog vaker dan tweemaal per dag een maaltijd mogen aanrichten en bij een maaltijd zouden zij "niet meer dan zeven Ordebekers" met wijn mogen drinken. Buiten de diners mochten zij in het geheel geen wijn meer drinken maar, naar de zede van hun tijd, wel onbeperkt met bier, water, vruchtensap en dergelijke "slecht Getränck" hun dorst lessen.
Gedestilleerde, versterkte en gekruide Spaanse wijnen waren, buiten de maaltijden wanneer men daarvan één beker mocht ledigen, taboe en dat gold ook voor Hamburger bier.
De Ridders beloofden ook dat zij geen beker in één teug zouden leegdrinken.
Rond 1600 waren in Duitsland meerdere Orden naar dit model actief; In Saksen was er een Orde tegen de Ondeugd van het Vloeken en in Beieren een Orde van de Gouden Ringen.
In Oostenrijk werd al in 1517 een Orde van de Matigheid en de Heilige Christoffel ingesteld.
De Orde van de Matigheid legde het, zo schrijft Gustav Adolph Ackermann, af tegen de dorst.
Zie ook: Lijst van ridderorden in Hessen
Literatuur
- Gustav Adolph Ackermann,"Ordensbuch", Annaheim 1855